# Tyfoon Omar
Super Typhoon Omar (internationaal: 9215, JTWC: 15W, PAGASA: Lusing) was de 15e tropische depressie, de 15e benoemde storm en de 9e tyfoon van het Tyfoonseizoen van de Grote Oceaan 1992. Hij veroorzaakte 2 doden in Taiwan en US$ 457 miljoen (prijspeil 1992) aan schade.